# كاثلين بيج
كاثلين بيج (بالإنجليزية: Kathleen Paige)‏ هي ضابطة أمريكية، ولدت في 1948 في سكنيكتادي في الولايات المتحدة.